# Episodi di Power Rangers Mystic Force
La prima e unica stagione della serie televisiva d'azione per ragazzi Power Rangers Mystic Force è composta da 32 episodi, andati in onda negli Stati Uniti nel 2006 e in Italia nel 2007 su Jetix (a pagamento) e nel 2008 su Rai 2 (in chiaro).
| n° | Titolo Originale    | Titolo Italiano            | Prima TV USA      | Prima TV Italia  |
| -- | ------------------- | -------------------------- | ----------------- | ---------------- |
| 1  | Broken Spell I      | La Dimensione Parallela I  | 20 febbraio 2006  | 3 settembre 2007 |
| 2  | Broken Spell II     | La Dimensione Parallela II | 20 febbraio 2006  |                  |
| 3  | Code Busters        | Nuovi Eroi                 | 27 febbraio 2006  |                  |
| 4  | Rock Solid          | Il Mostro Di Roccia        | 3 marzo 2006      |                  |
| 5  | Whispering Voices   | La Voce Misteriosa         | 13 marzo 2006     |                  |
| 6  | Legendary Catastros | Il Leggendario Catastros   | 20 marzo 2006     |                  |
| 7  | Fire Heart          | Il Cuore Di Fuoco          | 27 marzo 2006     |                  |
| 8  | Stranger Within I   | Il Demone Vida I           | 3 aprile 2006     |                  |
| 9  | Stranger Within II  | Il Demone Vida II          | 17 aprile 2006    |                  |
| 10 | Petrified Xander    | Xander Il Grande           | 24 aprile 2006    |                  |
| 11 | The Gatekeeper I    | La Fata Guardiana I        | 8 maggio 2006     |                  |
| 12 | The Gatekeeper II   | La Fata Guardiana II       | 15 maggio 2006    |                  |
| 13 | Scaredy Cat         | La Furia di Imperious      | 5 giugno 2006     |                  |
| 14 | Long Ago            | Ritorno Dal Passato        | 12 giugno 2006    |                  |
| 15 | Inner Strength      | La Forza Interiore         | 12 giugno 2006    |                  |
| 16 | Soul Specter        | I Colori Dell'Anima        | 19 giugno 2006    |                  |
| 17 | Ranger Down         | La Fuga Di Jenji           | 26 giugno 2006    |                  |
| 18 | Dark Wish I         | Desiderio Oscuro I         | 10 luglio 2006    |                  |
| 19 | Dark Wish II        | Desiderio Oscuro II        | 10 luglio 2006    |                  |
| 20 | Dark Wish III       | Desiderio Oscuro III       | 10 luglio 2006    |                  |
| 21 | Koragg's Trial      | La Sfida Di Koragg         | 22 luglio 2006    |                  |
| 22 | Heir Apparent I     | Erede Legittimo I          | 29 luglio 2006    |                  |
| 23 | Heir Apparent II    | Erede Legittimo II         | 11 agosto 2006    |                  |
| 24 | The Light           | La Luce                    | 14 agosto 2006    |                  |
| 25 | The Hunter          | Il Cacciatore              | 20 agosto 2006    |                  |
| 26 | Hard Heads          | Teste Dure                 | 18 settembre 2006 |                  |
| 27 | The Snow Prince     | Snow Prince                | 25 settembre 2006 |                  |
| 28 | Light Source I      | La Sorgente di Luce I      | 9 ottobre 2006    |                  |
| 29 | Light Source II     | La Sorgente di Luce II     | 9 ottobre 2006    |                  |
| 30 | The Return          | Il Ritorno                 | 30 ottobre 2006   |                  |
| 31 | Mystic Fate I       | Un segno del destino I     | 13 novembre 2006  |                  |
| 32 | Mystic Fate I       | Un segno del destino II    | 13 novembre 2006  |                  |

## La Dimensione Parallela I
- Titolo originale: Broken Spell I
- Diretto da: John Laing
- Scritto da: Bruce Kalish, Saburō Yatsude

### Trama
La città di Briaewood viene colpita un terremoto che libera un gruppo di creature maligne dalla loro prigionia millenaria. La maga Udonna assolda cinque adolescenti per combattere questi mostri, per distruggerli per sempre. Così Vida, Madison, Xander, Chip e più tardi Nick vengono trasformati nei Power Rangers Mystic Force e iniziano ad utilizzare i loro poteri magici per combattere contro l'esercito delle tenebre che infesta il villaggio degli Elfi. Nel frattempo Udonna si trasforma nella White Mystic Ranger uccidendo un mostro enorme, destando l'incredulità dei cinque ragazzi.

## La Dimensione Parallela II
- Titolo originale: Broken Spell II
- Diretto da: John Laing
- Scritto da: Bruce Kalish, Saburo Yatsude

### Trama
Udonna affronta Koragg, il Cavaliere Lupo del Mondo delle Tenebre, ma ne esce sconfitta, grazie all'aiuto e al controllo che lo stesso Koragg ha sul gigantesco Wolf Centaurus. Durante la battaglia, Koragg sottrae a Udonna la preziosa Spada della Neve, senza la quale non potrà più trasformarsi in White Ranger. Nel frattempo Madison, Vida, Chip e Xander, grazie ai cellulari magici regalati da Udonna, si trasformano nei Power Rangers Mystic Force. Infine Udonna tenta di convincere il recalcitrante Nick ad accettare il suo ruolo di Red Ranger. Nel momento in cui gli altri quattro Ranger stanno per essere sopraffatti da Koragg, Nick decide di aiutarli e credere in se stesso e nella magia.

## Nuovi Eroi
- Titolo originale: Code Busters
- Diretto da: John Laing
- Scritto da: Jackie Marchand, Saburo Yatsude

### Trama
Chip e Vida, per sbloccare i codici per gli incantesimi dei Morphers, tentano di compiere azioni valorose, ma senza ottenere risultati. Nel momento in cui Nick, Madison e Xander vengono imprigionati nel mostro Mucor, lo Yellow e la Pink Ranger comprendono la vera natura dell'Eroismo, sbloccando i nuovi codici, con i quali liberano l'incantesimo che li trasforma negli enormi Mystic Titans, sconfiggendo Mucor. Nello stesso momento una creatura terrificante, la Worm Hyrda, viene liberata nella foresta.

## Il Mostro Di Roccia
- Titolo originale: Rock Solid
- Diretto da: Charlie Haskell
- Scritto da: Saburo Yatsude

### Trama
Nick provoca Madison, gli rimprovera di non avere amici in quanto si nasconde spesso dietro la sua telecamera, ma ella cerca in tutti i modi di dimostrargli che si sbaglia. Tuttavia, nel corso di una rilassata passeggiata nel parco, Madison viene attaccata da un Clewabster, un mostro che trasforma in statue in pietra gli esseri umani. Nick si rende conto di aver sbagliato con Madison, gli riconosce che il suo modo di esprimersi con gli altri avviene proprio attraverso i video, così riceve il codice dell'incantesimo per la moto Mystic Speeder e si precipita a combattere il mostro e salvare la sua amica. Dopo aver liberato Madison dalla roccia, i Ranger ricevono un ulteriore incantesimo formando il Megazord Titan per distruggere il Clawbster.

## La Voce Misteriosa
- Titolo originale: Whispering Voices
- Diretto da: Charlie Haskell
- Scritto da: John Tellegen, Saburo Yatsude

### Trama
Koragg usa la Spada della Neve sottratta alla Maga Udonna per entrare nel subconscio di Nick con lo scopo di destabilizzarlo, per tentare di metterlo contro i suoi compagni. Inizialmente Koragg riesce nel suo intento, infatti Leele nasconde 1.000 dollari dell'incasso del Rock Porium accusando Nick del furto, così come fanno i ragazzi del gruppo, in quanto è l'ultimo arrivato, ma poi si rendono conto di aver commesso un errore e si precipitano ad aiutarlo nella sua battaglia solitaria contro Koragg. Durante questa, il Wolf Centaurus Megazord, controllato da Koragg, si scaglia sui Power Rangers, sottraendo loro l'energia del Megazord Titan, con la quale riesce a riportare nel mondo di superficie, ma per breve tempo, il suo padrone Morticon.

## Il Leggendario Catastros
- Titolo originale: Legendary Catastros
- Diretto da: Charlie Haskell
- Scritto da: John Tellegen, Saburo Yatsude

### Trama
Privi del potere e della maestria nel formare il Megazord Titan, i Power Rangers non sono in grado di impedire gli attacchi del Regno delle Tenebre. Nel corso della battaglia contro Koragg, il sigillo oscuro invia inavvertitamente lo Zord di Koragg, il leggendario Catastros e lo stesso Nick in una dimensione parallela. In tale dimensione Nick aiuta un cavallo ferito a tornare in tempo sulla Terra per formare il Centaurus Phoenix Megazord, con il quale ferma un gigantesco Troll di Roccia.

## Il Cuore Di Fuoco
- Titolo originale: Fire Heart
- Diretto da: Mark Beesley
- Scritto da: Saburo Yatsude

### Trama
Con l'aiuto del mostro Taxi Cab, Necrolai sottrae una mappa che gli consentirà di giungere a Cuore di Fuoco. I Power Rangers riconoscono l'esistenza della mappa e, pur incontrando numerosi pericoli, viaggiano attraverso la foresta di Cimmerian, pur di individuare questo arcano Cuore di Fuoco. Nel momento della battaglia contro Necrolai e Taxi Cab, la mappa viene strappata in due. La puntata si conclude con una domanda fatidica: i Power Rangers saranno in grado di trovare Cuore di Fuoco pur essendo in possesso solo della metà della mappa?

## Il Demone Vida I
- Titolo originale: Stranger Within I
- Diretto da: Mark Beesley
- Scritto da: Saburo Yatsude

### Trama
Leelee invita Vida in una discoteca, ma la musica psichedelica le causa un cambiamento della personalità. Inizia così a comportarsi in un modo strano: si sente più forte, più disinvolta, ma non riesce a sopportare la luce del sole. Chip sospetta di Necrolai, la Regina dei Vampiri. Chip è motivato a salvarla a tutti i costi, ma per farlo deve sterminare Necrolai. Undonna lo aiuta così a formulare un incantesimo per il Cristallo dell'Alba, secondo loro l'unica arma in grado di uccidere la regina dei vampiri.

## Il Demone Vida II
- Titolo originale: Stranger Within II
- Diretto da: Mark Beesley
- Scritto da: Saburo Yatsude

### Trama
Vida, a causa del morso di Necrolai, è ancora un vampiro. Chip è tuttavia deciso a salvare a tutti i costi la sua amica, ma, per farlo, deve uccidere Necrolai. Chiede aiuto a Udonna, che gli prepara un incantesimo per il Cristallo dell'Alba, la sola arma in grado di distruggere la regina dei vampiri. Lo Yellow Ranger, dopo aver inserito il Cristallo dell'Alba nella sua Magispada, settata in modalità balestra, riesce dopo una battaglia faticosissima a penetrare la corazza di Necrolai, facendola esplodere, liberando il Pink Ranger dalla possessione del vampiro. Necrolai, la stessa notte, resuscita, rivelando che Leelee è sua figlia infiltrata in gran segreto nel mondo degli umani.

## Xander Il Grande
- Titolo originale: Petrified Xander
- Diretto da: Andrew Merrifield
- Scritto da: John Tellegen, Saburo Yatsude

### Trama
Per togliere un grosso brufolo cresciuto sul suo naso, Xander impazzisce e utilizza la "pozione della perfezione" di Clare. Anche se il brufolo sembra sparito, Xander si rende conto che la pozione, spruzzata in precedenza da Clare su una pianta appassita, lo sta mutando in un albero. Vida e Clare cercano di aiutare al meglio Xander, mentre gli altri Rangers si trovano ad affrontare il mostro Skullington. Nel frattempo, Toby cerca di scoprire il segreto del codice per aprire la scatola nella quale è contenuto l'uovo di Cuore di Fuoco.

## La Fata Guardiana I
- Titolo originale: The Gatekeeper I
- Diretto da: Andrew Merrifield
- Scritto da: Saburo Yatsude

### Trama
Necrolai e Morticon interrogano l'Oracolo per svelare il luogo in cui si nasconde la Fata Guardiana, l'unica in grado di aprire le porte dell'inferno. Quando Clare si rende conto che sua madre Niella fu la prima Fata Guardiana sacrificatasi per fermare la venuta del Regno delle Tenebre, decide di diventare "custode" per salvare i Power Rangers e liberare Udonna, ormai prigioniera di Koragg. Una volta uscita vittoriosa nello scontro con Necrolai, Clare riesce persino a sopraffare Koragg in versione Wolf Centaurus, ma poi viene anch'essa rapita da Necrolai e usata per aprire la porte dell'inferno, premessa per l'invasione delle orde di Morticon sulla Terra.

## La Fata Guardiana II
- Titolo originale: The Gatekeeper II
- Diretto da: Andrew Merrifield
- Scritto da: Saburo Yatsude

### Trama
I cancelli dell'inferno ormai sono aperti e Morticon è tornato sulla Terra per mezzo di una crepa provocata accidentalmente dal Megazord Titan. Koragg cattura Clare, ma Nick riesce a portarla in salvo appena in tempo, prima che la sua magica energia venga consumata: insieme riescono a chiudere le porte dell'inferno. Nick riunendosi agli altri Ranger e con la potenza di Udonna canalizzano l'energia attraverso il Megazord Titan riuscendo a distruggere Morticon per sempre. Nel frattempo Clare constata che ha perso i suoi poteri a causa dello sforzo di sigillare nuovamente le porte dell'inferno che hanno consentito alle orde delle tenebre di tornare sulla terra.

## La Furia di Imperious
- Titolo originale: Scaredy Cat
- Scritto da: Saburo Yatsude

### Trama
I Power Rangers vengono trascinati da Necrolai all'interno di una grotta difesa da un magico sigillo che solo i loro poteri sono in grado di attraversare, per assicurarsi il possesso delle antiche vestigia di una mummia. I Rangers invece scoprono una lampada mistica. Ritornati alla Grande Radice strofinano la lampada rilasciando lo Jenji, un genio felino che chiede a loro di manifestare un desiderio. Contemporaneamente dalla vestigia della mummia Necrolai riesce a liberare il terribile Iperiuous, che, grazie alla sua forza enorme, spazza via in pochi istanti sia il Megazord Titan che i Power Rangers. Lo Jenji, intervenendo per salvarli, viene riconosciuto da Udonna, che gli chiede che fine abbia fatto Daggeron. Grazie al consiglio dello Jenji Clare ha covato l'uovo del Cuore di Fuoco, consentendogli di schiudersi e palesando al suo interno un cucciolo di drago.

## Ritorno Dal Passato
- Titolo originale: Long Ago
- Diretto da: Charlie Haskell
- Scritto da: John Tellegen, Saburo Yatsude

### Trama
Calindor, un vecchio amico di Udonna, giunge alla Grande Radice cercando di persuaderla del tradimento di Daggeron, passato alle forze delle tenebre. Contemporaneamente, un mostro conosciuto come Jester la Peste mette alle corde i Power Rangers, ma una fantomatica rana salva appena in tempo la vita a Madison. Per compensare la rana per averla aiutata, la Blue Ranger lo bacia, riportandolo alle sue vere sembianze: Daggeron, il Solaris Ranger. Dopo aver massacrato Jester con i suoi incredibili poteri, Daggeron rivela così l'imbroglio di Calindor: in realtà è Imperius, è lui ad aver tradito la Mystic Force, allineandosi con le forze del male e confinandolo in una caverna in forma di rana.

## La Forza Interiore
- Titolo originale: Inner Strength
- Scritto da: Matt Hawkins, Saburo Yatsude

### Trama
Nel momento in cui Xander trascura gli allenamenti, Daggeron prende l'iniziativa di condurre i Rangers in una dimensione estremamente pericolosa. Dopo il ritorno sulla Terra del Solaris Ranger per sfidare il mostro Behemoth, è compito di Xander aiutare gli altri da un gigante che li ha catturati, probabilmente per mangiarli. Ma Xander, con sorpresa, scopre che il gigante in realtà è vegetariano, regalandogli una quantità enorme di frutti di melograno di cui è estremamente goloso. In questo modo i Rangers istantaneamente crescono nella loro magia. Il Green Ranger riceve così il nuovo codice incantesimo dei Mystic Muscle riuscendo a distruggere Behemoth, imprigionato da Daggeron per mezzo al suo Megazord Solar Streak.

## I Colori Dell'Anima
- Titolo originale: Soul Specter
- Diretto da: Charlie Haskell
- Scritto da: Saburo Yatsude

### Trama
Chip apre casualmente la bottiglia magica di Necrolai, che inizia a sottrargli l'anima. Per salvarlo, Daggeron lo porta in cima al Monte Isis per recuperare il bastone di topazio, dove inizia lo scontro con Koragg per possedere il raro e prezioso manufatto. Contemporaneamente, gli altri Power Rangers cercano di fermare i mostri Spydax e Gnatu, impegnati a sottrarre le anime a tutta la popolazione di Briarwood. Dopo essere guarito dalla magia di Necrolai, grazie al bastone di topazio, Chip torna in città per curare i suoi amici e distruggere le creature delle tenebre. Daggeron inizia ad allenare Chip, assicurandolo di farlo diventare un cavaliere valoroso, nello stesso modo con il quale fu allenato da Leanbow, marito di Udonna.

## La Fuga Di Jenji
- Titolo originale: Ranger Down
- Diretto da: Jonathan Brough
- Scritto da: John Tellegen, Saburo Yatsude

### Trama
Cuore di Fuoco, vezzeggiato da tutti alla Grande Radice, viene abbandonato nella foresta, e scompare, a causa della gelosia dello Jenji. Contemporaneamente, Imperious sfida Koragg a una battaglia senza magia, così, il Cavaliere Lupo regala a Necrolai il suo potere sotto forma di un Power Morpher, con il quale l'Arpia Screamer  avvia un assalto alla città trasformando la popolazione di Briarwood e i Power Rangers in piume, eccetto Madison, che nel frattempo era andata a cercare Jenji, allontanatosi dopo essere stato accusato della sparizione di Cuore di Fuoco. Daggeron riferisce che se Jenji non ritornerà nella lampada entro poche ore, scomparirà per sempre, a causa di una maledizione. Madison convince così Jenji che anche lui, oltre Cuore di Fuoco, è molto importante, così il genio felino torna a casa unendo i suoi magici poteri con la Blue Ranger e a distruggere Screamer. Udonna, Daggeron e Phineas ritrovano nella foresta Cuore di Fuoco, ma si accorgono che in brevissimo tempo è cresciuto enormemente. Phineas confessa che un tempo aveva salvato un altro "bambino", così Udonna spera che suo figlio Bowen sia da qualche parte, ancora in vita, nel mondo degli umani.

## Desiderio Oscuro I
- Titolo originale: Dark Wish I
- Diretto da: Mark Beesley
- Scritto da: John Tellegen, Toon Tellegen, Saburo Yatsude

### Trama
Daggeron e Udonna sono molto angosciati nel momento in cui i Rangers indugiano nella pigrizia e a usare la magia solo per facilitarsi nel lavoro. Contemporaneamente, Imperius chiama a raccolta le Bestie Barbariche per eliminare sia i Power Rangers Mystic Force che Koragg, conscio che il Cavaliere Lupo non gli consentirà mai di ingannare il Maestro Supremo come Imperious ha intenzione di fare. I Ranger riescono con fatica a distruggere le prime due Bestie Barbariche, e, nel momento in cui la battaglia diventa troppo faticosa, vorrebbero utilizzare l'aiuto dello Jenji, ma Daggeron ripetutamente rifiuta. Alla fine il continuo insistere dei ragazzi convince Solaris Ranger a usare lo Jenji contro le ultime due Bestie, ma il genio felino viene sequestrato e condotto agli inferi, mentre Koragg viene gravemente ferito nel corso dello scontro contro le Bestie Barbariche. Nel frattempo, Imperious, con lo Jenji a sua completa disposizione, realizza il suo desiderio: un universo alternativo dove non esiste Daggeron, i Power Rangers sono privi dei loro poteri magici, e una tenebra oscura avvolge il mondo intero.

## Desiderio Oscuro II
- Titolo originale: Dark Wish II
- Diretto da: Mark Beesley
- Scritto da: Saburo Yatsude

### Trama
I Power Rangers si accorgono che la città è stata invasa dalle forze delle tenebre, la musica è stata vietata in tutto il mondo, la Grande Radice distrutta e la loro magia scomparsa. Quando Koragg trova i Rangers nella foresta racconta loro quello che è successo: il solo sistema per capovolgere la brama di Imperious è trovare il Tribunale Magico, che potranno trovare solo se guidati da Cuore di Fuoco, ma al servizio di Koragg in questo universo alternativo. I Power Rangers giungono così a un portale dimensionale che li trasporta verso un deserto nel quale si trovano a sfidare spiriti di guerrieri che nel passato hanno cercato, senza riuscirci, di arrivare al Tribunale Magico. Dopo averli battuti, i fantasmi decidono di rifiutare l'istanza dei Rangers di capovolgere il desiderio di Imperious, respingendo Nick e tutti gli altri a Briarwood, dove senza nessun potere e speranza, vengono imprigionati dalle forze di Necrolai.

## Desiderio Oscuro III
- Titolo originale: Dark Wish III
- Diretto da: Mark Beesley
- Scritto da: Saburo Yatsude

### Trama
Nel momento in cui Toby viene assalito dagli Hidiacs per ordine di Necrolai, Nick e gli altri Power Rangers si precipitano per aiutare il loro amico, anche se privi dei loro magici poteri. Privi della magia i ragazzi sono facilmente annientati, ma, nel momento stesso in cui Necrolai si intromette per finirli, i giudici del Tribunale Magicano capovolgono la volontà di Imperious dopo aver osservato il coraggio mostrato dagli esseri umani. Negli inferi, nel frattempo, Jenji riesce a eludere Leelee e fugge, raggiungendo la Grande Radice, dove si trovano Clare, Udonna e Daggeron: finalmente tutto è tornato alla normalità. I Power Rangers comprendono che non dovranno mai più utilizzare in modo improprio la magia o considerarla una cosa ovvia. Quando il Tribunale reputerà che i Rangers abbiano compreso la lezione, gli doneranno un nuovo potere: la modalità Leggenda, mutandoli così in Guerrieri Leggendari. Grazie ai loro incredibili poteri e il Manticore Megazord, i Ranger saranno in grado di distruggere le Bestie Barbariche.

## La Sfida Di Koragg
- Titolo originale: Koragg's Trial
- Diretto da: Jonathan Brough
- Scritto da: John Tellegen, Saburo Yatsude

### Trama
Koragg rientra in possesso della sua magia e sfida il potere dei Power Rangers. Nel momento in cui Koragg sta per essere sconfitto dal Manticore Megazord, Imperius rilascia un virus demoniaco che contagia il Megazord e i Rangers al suo interno. Koragg, adirato dall'invadenza di Imperious nella sua lotta, cancella gli effetti del virus. Così Imperious è nelle condizioni di incolpare Koragg di tradimento, ma il Cavaliere Lupo afferma che sta combattendo nel nome del Maestro Supremo. Alla fine il Maestro accetta e consente a Koragg di tenere il suo potere se sarà in grado di battere il Solaris Ranger.

## Erede Legittimo I
- Titolo originale: Heir Apparent I
- Diretto da: Jonathan Brough
- Scritto da: Saburo Yatsude

### Trama
Daggeron e Udonna avvertono i Power Rangers in che modo Leanbow è stato bloccato negli inferi. Nel frattempo Imperious decide di utilizzare il mistico e leggendario potere della Mystic Force per resuscitare il Maestro Supremo. Mentre Koragg sfida i Power Rangers, Imperiuos affronta Daggeron nella dimensione infernale dei mostri, e, sottraendo l'energia del Solar Megazord, crea una Chimera, un mostro terribile, in grado di concentrare in sé tutta l'energia di tutte le creature sconfitte nel passato. Ma Koragg nel frattempo riesce a imprigionare i Rangers e a sottrar loro il loro leggendario potere. Per aiutarli, Udonna decide di andare nel mondo infernale utilizzando un incantesimo vietato, ma viene aggredita a morte dal Maestro Supremo. Koragg comincia a vedere dei flashback della sua storia, e, quando finalmente si rende conto della verità, attacca il Maestro, salvando Udonna e ritornando al suo aspetto originale: il Cavaliere Lupo non è altri che Leanbow.

## Erede Legittimo II
- Titolo originale: Heir Apparent II
- Diretto da: Jonathan Brough
- Scritto da: Saburo Yatsude

### Trama
I Ranger e Udonna, grazie all'aiuto di Leanbow, trasformato dal Maestro Supremo in Koragg sopprimendogli la memoria, vengono teletrasportati al di fuori degli inferi. Nel frattempo, Daggeron giunge in sella al mitico Unicorno Brightstar, suggerendo ai Ranger l'idea di unirlo ai Titani. Tale combinazione dovrebbe dar vita a un potentissimo Megazord. Così Nick, unendo il Titano Fenice all'Unicorno riesce a distruggere la Chimera, ma, nel momento in cui Leanbow viene mutato nuovamente in Koragg, il ragazzo si trova ad affrontare una complicata sfida nella quale rischia la vita. Nel corso della battaglia, Daggeron sfida Imperious riuscendo a distruggerlo. Notando la coperta rossa da bambino che Clare ha trovato nello zaino di Nick, Udonna la individua, rendendosi conto che in realtà Nick è Bowem, suo figlio svanito che Phineas aveva portato al sicuro nel mondo degli umani. Così Udonna si getta sul campo di battaglia per interrompere la sfida tra il marito e il figlio, e, una volta riconosciuto, Leanbow è in grado di ritornare nelle sue vere sembianze utilizzando il potere leggendario sottratto ai Rangers per precludere al Maestro Supremo di risvegliarsi dal mondo degli inferi. Leanbow ferma la sua rinascita riconsegnando il leggendario potere ai Ranger, ma sembra morire in battaglia. Nonostante tutto, Udonna sospetta che Leanbow sia ancora vivo.

## La Luce
- Titolo originale: The Light
- Diretto da: Andrew Merrifield
- Scritto da: Saburo Yatsude

### Trama
Udonna abbandona la Grande Radice per andare in cerca di Leanbow. Contemporaneamente, Necrolai recupera tra le macerie degli inferi il Libro delle Profezie, liberando i Dieci Terrori, crudeli e possenti demoni degli inferi al servizio del Maestro Supremo. I Terrori si esprimono a Briarwood davanti ai Power Rangers per mortificare la Terra, per aver negato la magia nera, ed essere alla ricerca di un essere umano definito la "luce", un bambino nato da sangue magico misto, avente la possibilità di diventare il mago più potente del mondo. Phineas riferisce poi a Nick, che lui, essendo figlio di Leanbow, il guerriero più forte, e Udonna, la maga più potente, è la "luce". Nel frattempo Magma è il primo dei Dieci Terrori ad affrontare i Rangers.

## Il Cacciatore
- Titolo originale: The Hunter
- Diretto da: Andrew Merrifield
- Scritto da: John Tellegen, Saburo Yatsude

### Trama
Oculus è il secondo dei Dieci Terrori prediletto dalla Stele del Giudizio per annientare la Luce. Nel momento in cui Oculous blocca Madison, Vida, Chip, Xander e Nick evoca Cuore di Fuoco e libera il potere mistico del suo Battlizer per annientare i mostri e far ritornare i suoi amici. Contemporaneamente, un altro dei Terrori, Megahorn, disattende le sacre regole stabilite dal Maestro Supremo sfidando in battaglia Solaris Ranger, mentre Udonna riconosce un volto familiare che la stava pedinando nella sua ricerca di Leanbow: Clare.

## Teste Dure
- Titolo originale: Hard Heads
- Diretto da: Andrew Merrifield
- Scritto da: Matt Hawkins, Saburo Yatsude

### Trama
Vida e Nick litigano quando quest'ultimo utilizza, senza chiedere il permesso, le attrezzature da DJ del Rock Porium. Vida è molto gelosa dei suoi strumenti e non consente a nessuno di usarli. I due ragazzi vengono aggrediti poi da uno dei Dieci Terrori, l'Hekatoid, che li annaffia completamente con la sua saliva stregata in grado di bloccare la trasformazione in Power Rangers. Ostinati come sono, Nick e Vida hanno necessità di imparare a lavorare in coppia, andare d'accordo per salvare gli altri Rangers da Serpentina.

## Snow Prince
- Titolo originale: The Snow Prince
- Diretto da: Andrew Merrifield
- Scritto da: Saburo Yatsude

### Trama
Cercando di bloccare il risveglio del Maestro Supremo, Leanbow, ancora con l'armatura di Koragg, sfida le offese di Sculpin, il primo dei Dieci Terrori, che sta cercando in qualsiasi modo di sventare il suo progetto. Il sensato Snow Prince, uno dei più importanti maestri della Mystic Force del passato, teletrasporta Daggeron e Nick nella sua dimensione nevosa, imponendo ai due di invertire i ruoli: da questo istante Nick sarà il maestro, e Daggeron il suo discepolo. Solaris Ranger non è d'accordo con tale decisione presa dal Principe della Neve, dato che immagina di non avere niente da imparare da un ragazzo, ma si dovrà molto presto ricredere, quando Megahorn attacca la città. Contemporaneamente, Hekatoid individua e imprigiona Clare e Udonna, appena arrivate dal lago dove giace lo spirito di Leanbow.

## La Sorgente di Luce I
- Titolo originale: Light Source I
- Diretto da: Charlie Haskell
- Scritto da: John Tellegen, Saburo Yatsude

### Trama
Hekatoid tiene prigioniera Udonna, così i Power Rangers lo inseguono nella dimensione degli inferi per trarre in salvo la fata bianca. Contemporaneamente, Daggeron, nel mondo reale, cerca di bloccare i girini malefici lanciati da Hekatoid prima che mutino in rane e distruggano la terra. Nel momento in cui Sculpin e gli altri Terrori cercano di uccidere Leanbow (che sta bloccando il Maestro Supremo, in modo che non resusciti), Leelee desidererebbe con grande forza mostrare agli altri di essere in grado di divenire buona unendosi a Phineas e Clare nella loro ricerca di Udonna, aprendogli la strada verso la caverna del regno degli inferi nel quale Hekatoid la tiene prigioniera.

## La Sorgente di Luce II
- Titolo originale: Light Source II
- Diretto da: Charlie Haskell
- Scritto da: John Tellegen, Saburo Yatsude

### Trama
Il soccorso di Leelee è fondamentale per Phineas e Clare, che liberano Udonna. Contemporaneamente, i Power Rangers sono privi dei loro poteri magici e non sono in grado di mutare a causa della saliva stregata di Hekatoid. Usando solo la loro agilità, i ragazzi sono in grado di spiazzare Hekatoid, riappropriandosi dei poteri e polverizzando il mostro, anche grazie all'aiuto di Udonna, che, riconquistando la sua Spada della Neve, è in grado di trasformarsi nella White Mystic Ranger. Nello stesso momento Sculpin è riuscito a sconfiggere Leanbow liberando l'energia vitale del Maestro Supremo che teneva dentro di sé.

## Il Ritorno
- Titolo originale: The Return
- Diretto da: Charlie Haskell
- Scritto da: Bruce Kalish, Saburo Yatsude

### Trama
Matoombo viene selezionato per accogliere nel suo corpo lo spirito del Maestro Supremo, ma è bravo e non vuole fare del male a nessuno. Vida diventa amica di Matoombo e cerca di persuaderlo a rinunciare alla combriccola del Terrore, mentre Xander è sicuro che non sia possibile  avere le fiducia di un mostro. Gekkor giunge per punire il tradimento di Matoombo, così Vida fa di tutto per salvare il suo nuovo amico, così nel momento in cui i Ranger si trovano in difficoltà contro Gekkor spunta nuovamente Koragg, vestito di un'armatura rossa, mostrando di essere un valido alleato per distruggere il Terrore.

## Un segno del destino I
- Titolo originale: Mystic Fate I
- Diretto da: Mark Beesley
- Scritto da: Jackie Marchand, Saburo Yatsude

### Trama
Il Maestro supremo è resuscitato nel corpo di Matoombo. Nel frattempo, Itasiss viene selezionata dalla Stele del Giudizio per distruggere il mondo degli umani. Dopo essersi messa a confronto con i Ranger, Itassis (che desidera la conoscenza e non la distruzione), svela il significato del coraggio e, disobbedendo alle regole, viene uccisa da Sculpin e Black Lance. Il Maestro Supremo prende la decisione che è il momento di occuparsi in prima persona della Mystic Force e, dopo essere passato nel corpo di Nick, lo muta in un nuovo cavaliere, Il Lupo; in questa forma distrugge il villaggio mistico. Leambow ormai è stato mutato in Red Koragg e affronta suo figlio in una terribile battaglia all'interno della Grande Radice. Alla fine ne esce vincitore e lo libera dalla stretta del Maestro, estromettendolo dal suo corpo. Il Principe della Neve giunge alla Grande Radice con la notizia che il Regno Mistico è stato polverizzato e l'imperatrice Rita Repulsa, vecchia nemica dei Power Rangers, ora rinata come mistica madre della magia bianca, è sparita. Contemporaneamente, Daggeron e Leanbow giungono nel Regno Mistico per combattere di persona il Maestro Supremo. Udonna, trasformatasi in White Mystic Ranger, affronta Sculpin, mentre Nick e gli altri Ranger continuano la loro battaglia contro Black Lance. Tutti vengono sconfitti, Udonna fatta prigioniera da Sculpin e trasportata verso gli Inferi.

## Un segno del destino II
- Titolo originale: Mystic Fate II
- Diretto da: Mark Beesley
- Scritto da: Bruce Kalish, Saburo Yatsude

### Trama
Nick non vuole rinunciare, per cui decide di affrontare Black Lance con il suo Battizer Mistico, distruggendo anche questo Terrore. Il Maestro Supremo improvvisamente appare e sputa dalla sua bocca, ormai morti, Leanbow e Daggeron. Il Maestro ingoia anche i Power Rangers, trasferendoli in una dimensione desertica, oscura e secca. Dopo aver combattuto il Maestro Supremo in modalità Leggendaria, i Rangers perdono anche tale potere. Quindi Nick è costretto a utilizzare tutta la sua forza residua per costringere il Maestro a riportarli sulla Terra. Clare e Snow Prince giungono in aiuto ai ragazzi, e mettono al corrente gli altri che l'imperatrice Rita, prima di essere annientata, si è trasformata, mutando in energia pura. Quando il Maestro decide di ritirarsi, appare Udonna, salvata da Necrolay e Itassis che hanno distrutto Sculpin con il potere del coraggio. Necrolay, una volta rigenerati Daggeron e Leanbow, muta in un essere umano, grazie alla forza buona che ha assorbito da loro. Tutta la popolazione di Briarwood, condotta da Toby, e le creature mistiche della foresta, guidate da Phineas, prendono la decisione di incontrarsi per combattere la paura che li ha sempre divisi e restituire i Poteri ai Power Rangers. Così, con furia e potenza, la Mystic Force è in grado di distruggere, una volta per tutte, il Maestro Supremo.